# Roberto Di Donna

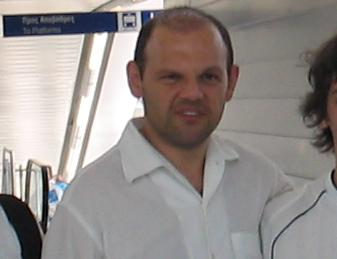
Robert Di Donna (2004)

Roberto Di Donna (* 8. September 1968 in Rom) ist ein ehemaliger italienischer Sportschütze. 1996 war er Olympiasieger mit der Luftpistole und Olympiadritter mit der Freien Pistole.

## Sportliche Laufbahn
Roberto Di Donna begann 1982 mit dem Sportschießen, im Jahr darauf war er mit der Luftpistole Vierter der Junioreneuropameisterschaften. 1986 siegte er bei den Junioreneuropameisterschaften, zwei Jahre später gewann er Silber. Bei den Olympischen Spielen 1988 belegte er mit der Freien Pistole den 23. Platz. 1991 gewann Di Donna mit der Luftpistole beim Weltcup in Zürich, insgesamt siegte er während seiner Karriere bei 19 Weltcupveranstaltungen, 12 Siege gelangen ihm mit der Luftpistole, sieben mit der Freien Pistole. Hinzu kamen sowohl mit der Luftpistole als auch mit der Freien Pistole zwei Siege beim Weltcupfinale. 
Bei den Europameisterschaften 1991 belegte Di Donna mit der Luftpistole den vierten Platz bei den Europameisterschaften. 1992 bei den Olympischen Spielen in Barcelona belegte er mit der Freien Pistole den 22. Platz, mit der Luftpistole erreichte er das Finale und belegte den achten Platz. 1993 gewann Di Donna mit der Freien Pistole Silber und mit der Luftpistole Bronze bei den Europameisterschaften. 1994 erhielt er mit der Luftpistole die Bronzemedaille bei den Weltmeisterschaften in Mailand. Bei den Europameisterschaften 1995 folgten Silber mit der Luftpistole und Bronze mit der Freien Pistole.
Bei den Olympischen Spielen 1996 in Atlanta fand zunächst der Wettbewerb mit der Luftpistole statt. Nach der Qualifikation führte der chinesische Olympiasieger von 1992 Wang Yifu mit zwei Punkten Vorsprung vor Roberto Di Donna und dem Polen Jerzy Pietrzak. Im Finale schoss Di Donna das viertbeste Ergebnis. Da Wang Yifu im Finale aber durch einen missglückten letzten Schuss das schwächste Ergebnis der acht Finalteilnehmer erzielte, gewann Di Donna Gold vor dem Chinesen und dem Bulgaren Tanju Kirjakow. Drei Tage später beim Wettbewerb mit der Freien Pistole führte nach der Qualifikation der Russe Boris Kokorew mit einem Punkt Vorsprung vor den beiden Italienern Roberto Di Donna und Virgilio Fait. Im Finale gelang dem Weißrussen Ihar Bassinski die beste Serie vor Kokorew, die beiden Italiener schossen die schwächsten Serien. Am Ende gewann Kokorew Gold vor Bassinski und Di Donna.
1997 gewann Di Donna mit der Luftpistole Silber bei den Europameisterschaften. Im Jahr darauf erreichte er den fünften Platz bei den Weltmeisterschaften in Barcelona. 1999 gewann er in Arnhem seinen ersten Europameistertitel. 2000 war er Dritter der Europameisterschaften. Bei den Olympischen Spielen 2000 in Sydney erreichte Roberto Di Donna zweimal das Finale und belegte den sechsten Platz mit der Luftpistole sowie den siebten Platz mit der Freien Pistole. 2001 gewann er in Pontevedra seinen zweiten Europameistertitel mit der Luftpistole. Er war noch bis 2010 international aktiv, gewann aber nach 2001 keine internationale Medaille mehr.
Roberto Di Donna war bei der Guardia di Finanza und startete für deren Sportgruppe Fiamme Gialle. Sein Heimatverein ist TSN Verona.